# Chiesa di Nostra Signora dell'Aiuto di Trasta
La chiesa di Nostra Signora dell'Aiuto di Trasta è un edificio religioso cattolico dell'arcidiocesi di Genova, vicariato di Rivarolo, in val Polcevera. È situata nell'omonima via del quartiere di Trasta e venne edificata tra il 1915 e il 1919, aperta al culto il 19 ottobre 1919 ed eretta in parrocchia il 24 febbraio 1927.
L'edificio è sottoposto dal 1934 a vincolo di tutela da parte della soprintendenza.

## Storia
Il primo edificio di culto costruito fu una cappella, eretta fra il 1708 e il 1750 da maestranze locali, per devozione verso un bassorilievo rinvenuto, secondo la leggenda, in una insenatura del torrente Polcevera.
Nei secoli successivi, la zona della val Polcevera conobbe un notevole aumento nella popolazione, in particolare per l'incremento di industrie e commerci a cavallo fra l'Ottocento e il Novecento. Si determinò quindi il desiderio di avere una chiesa autonoma, poiché la distanza dalla chiesa parrocchiale di Sant'Ambrogio di Fegino, che includeva anche la zona di Trasta, rendeva difficile la frequenza della messa e la catechesi. Per giungere alla costruzione della nuova chiesa venne costituito comitato promotore, presieduto dal prevosto di Fegino don Gerolamo Denegri. La chiesa moderna fu edificata fra il 1915 e il 1919, su progetto dell'ingegnere Gerolamo Torre. Tra i contributi per la sua costruzione vi fu anche un'offerta di 10.000 lire del papa genovese Benedetto XV. Aperta al culto il 19 ottobre 1919, fu eretta in parrocchia il 24 febbraio 1927 con decreto del cardinale Carlo Dalmazio Minoretti.
Nel 1998 la chiesa fu completamente restaurata.

## Descrizione
L'edificio moderno presenta una facciata in stile marcatamente neoclassico, con lievi influenze rinascimentali neogotiche nelle decorazioni laterali, e un'armonica geometria architettonica, imponente ed elegante, divisa in due parti. La parte inferiore presenta un frontone, sostenuto da due colonne, e sovrastato da una trabeazione decorata. La parte superiore presenta il campanile in posizione centrale, anch'esso affiancato da due colonne e sovrastato da un decoro a mezzaluna.
La struttura è in muratura mista fra pietra e laterizi. Presenta una pianta con cupola centrale, abside semicircolare, e cappelle laterali.
Il tetto è a cupola con rivestimento in scandole di ardesia. I pavimenti sono tradizionale marmo policromo.
Nella chiesa è presente una statua lignea della Madonna opera di Antonio Canepa.

## La leggenda di Maria Monticelli
La cappella originaria fu edificata nel Settecento in ragione della narrazione di Maria Monticelli, abitante della zona, riguardante il rinvenimento di una immagine della Madonna. Il 9 agosto 1708, Monticelli narrò di aver trovato vicino a un laghetto formatosi in un'ansa del torrente Polcevera alla confluenza col torrente laterale, un'immagine in marmo rappresentante la Madonna con bambino, nel distretto della parrocchia di Fegino. Poiché il reperto era in cattivo stato e aveva bisogno di restauro, l'avvolse in un sacco e, caricatola su una giumenta, lo trasportò a Genova per farlo ripulire da mani esperte. Giunta a Genova, mentre si accingeva a scaricare dal basto della giumenta il carico, la donna non trovò più né il sacco né l'immagine della Vergine. Con sorpresa e delusione ritornò a casa.
Del bassorilievo non si seppe più nulla per due anni quando, un mattino, alzatasi di buon'ora per dare assetto ai suoi mulini, Monticelli trovò appoggiato al muro dell'ingresso di casa il sacco con l'immagine marmorea. Superato il momento di commozione, la donna fece costruire a proprie spese una piccola cappella nelle vicinanze del laghetto presso il quale aveva rinvenuto il bassorilievo per esporre alla venerazione dei fedeli quell'immagine, da allora invocata col nome di Nostra Signora dell'Aiuto.
I discendenti di Maria Monticelli continuarono a promuovere il culto della Madonna dell'Aiuto rimanendo i proprietari dell'immagine e della cappella. Intanto, le offerte dei fedeli, sempre più significative, furono usate per l'abbellimento e l'ampliamento della cappella. In seguito, con il beneplacito delle autorità ecclesiastiche competenti, ottennero di poter erigere un altare per la celebrazione di messe in suffragio delle anime del purgatorio.

## Galleria d'immagini

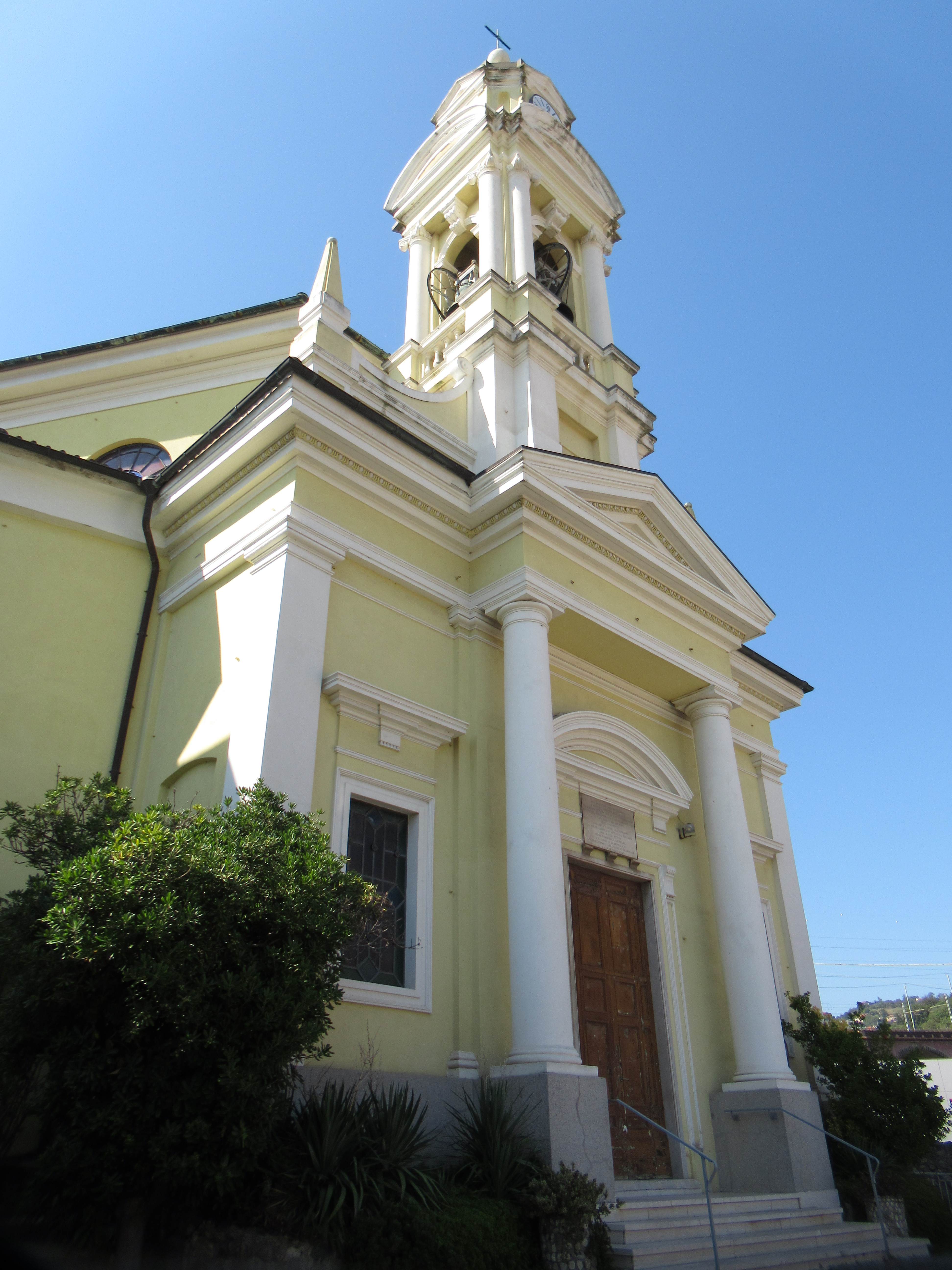
Una immagine laterale dell'edificio
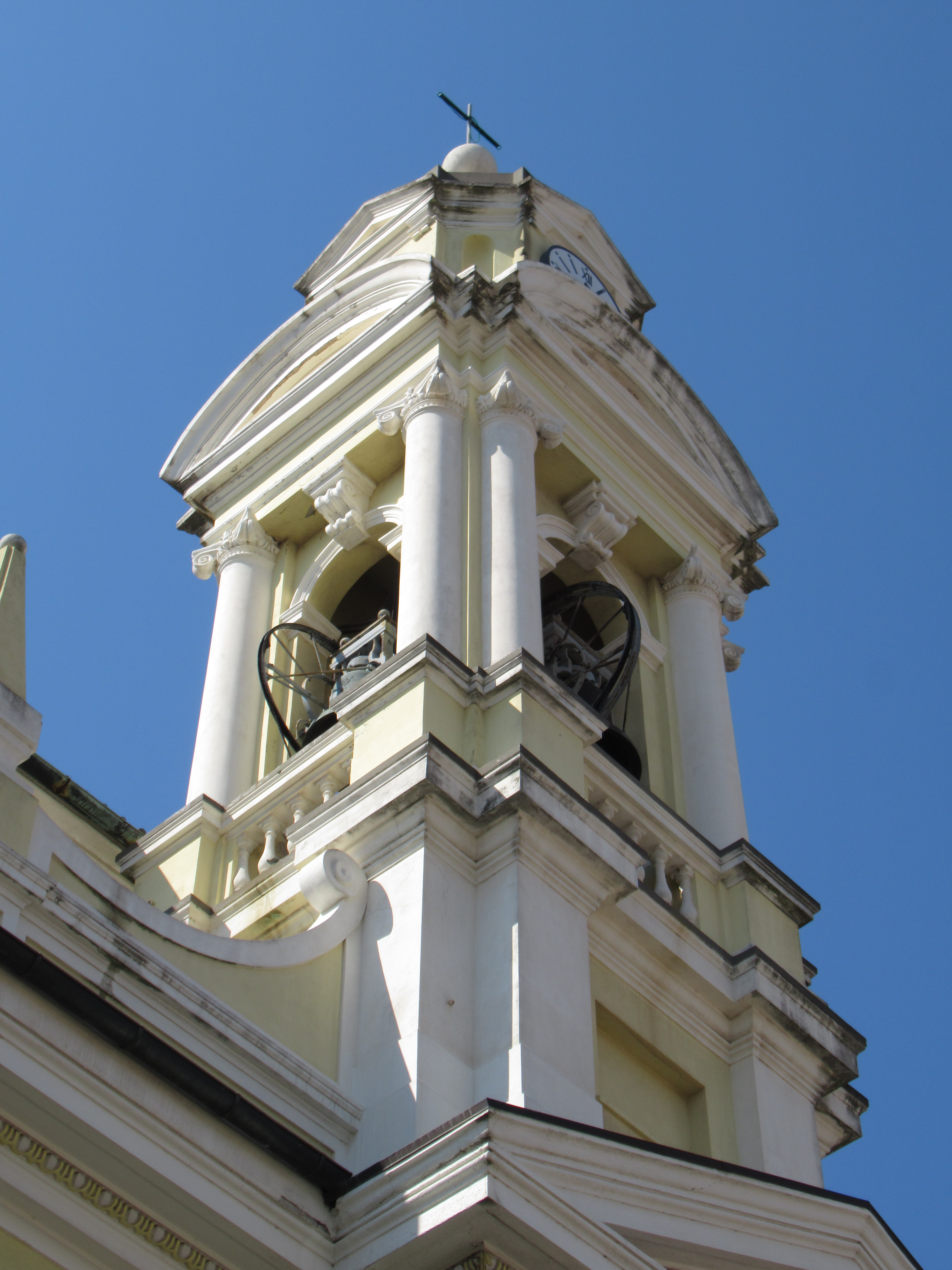
Il campanile della chiesa
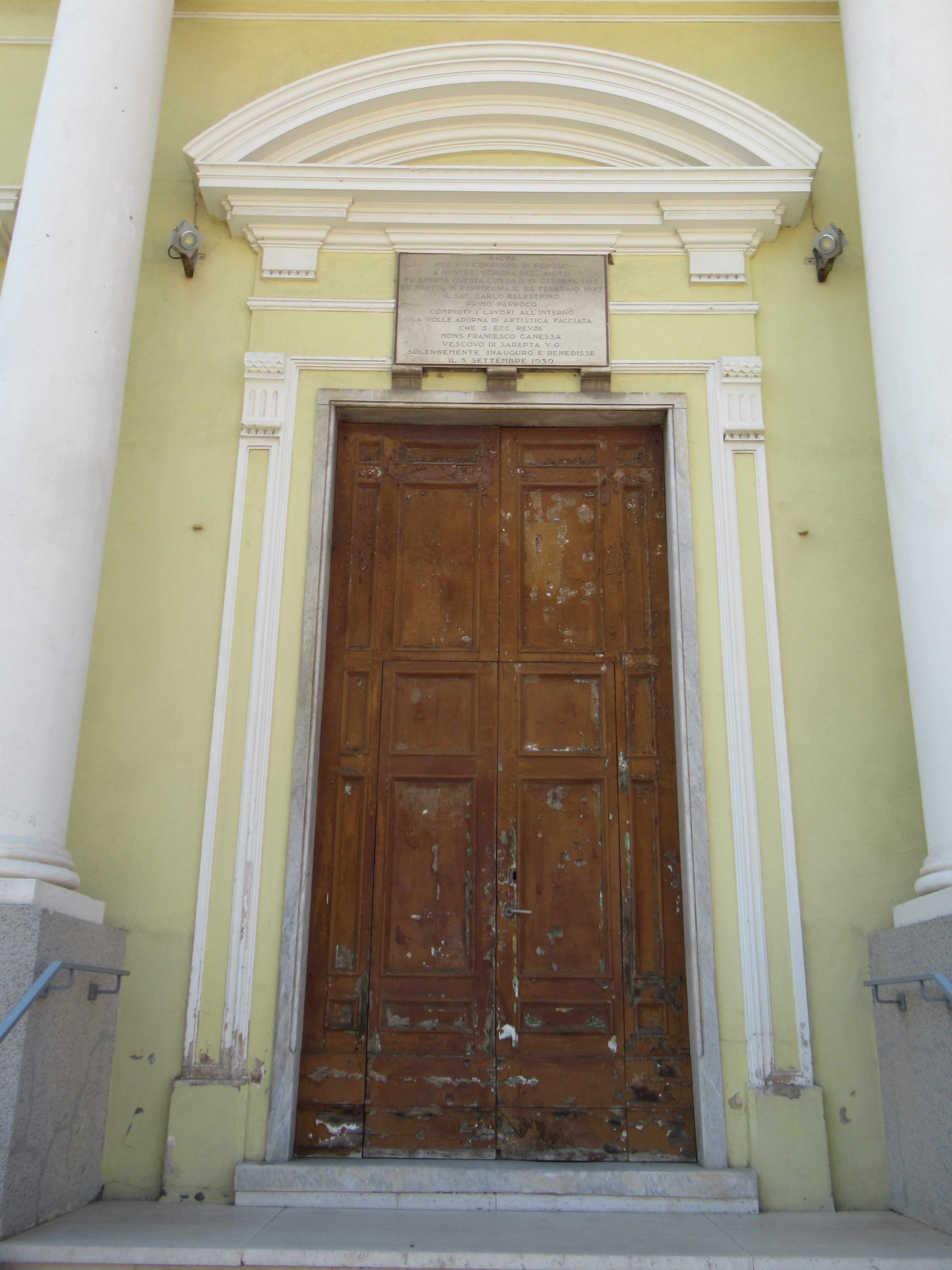
L'imponente portone ligneo d'ingresso
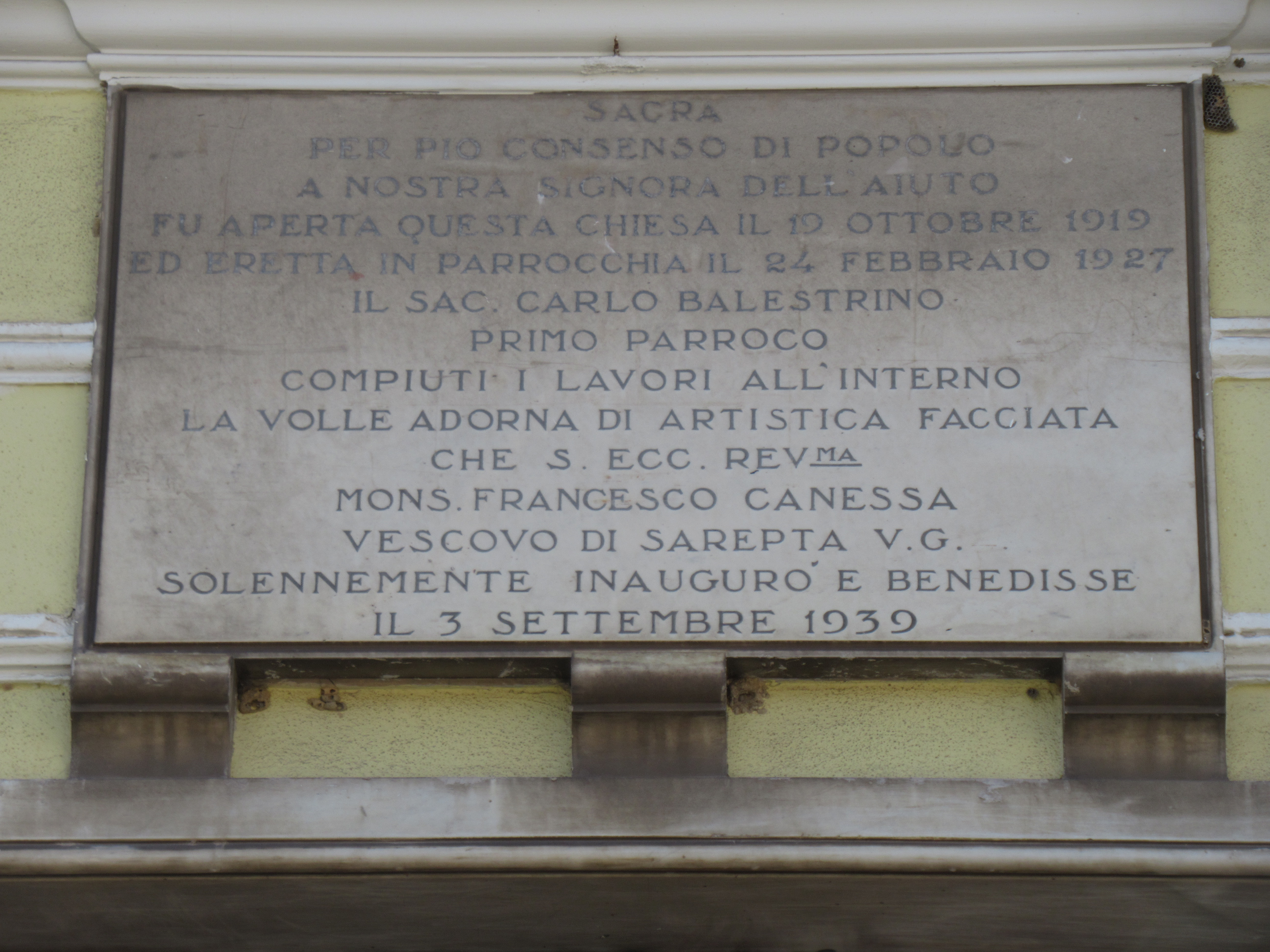
La targa marmorea sopra il portone d'ingresso
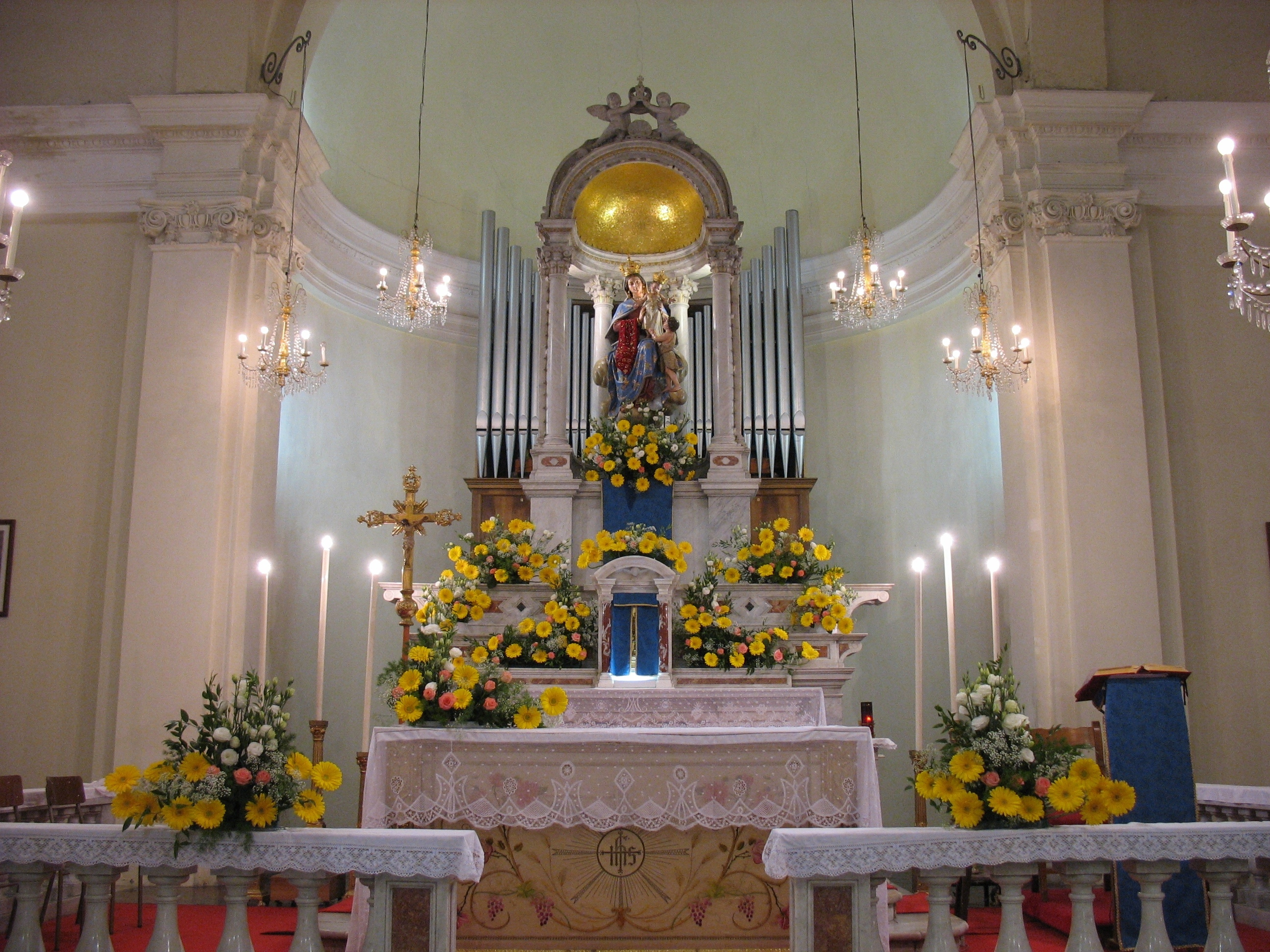
La navata con l'altare maggiore
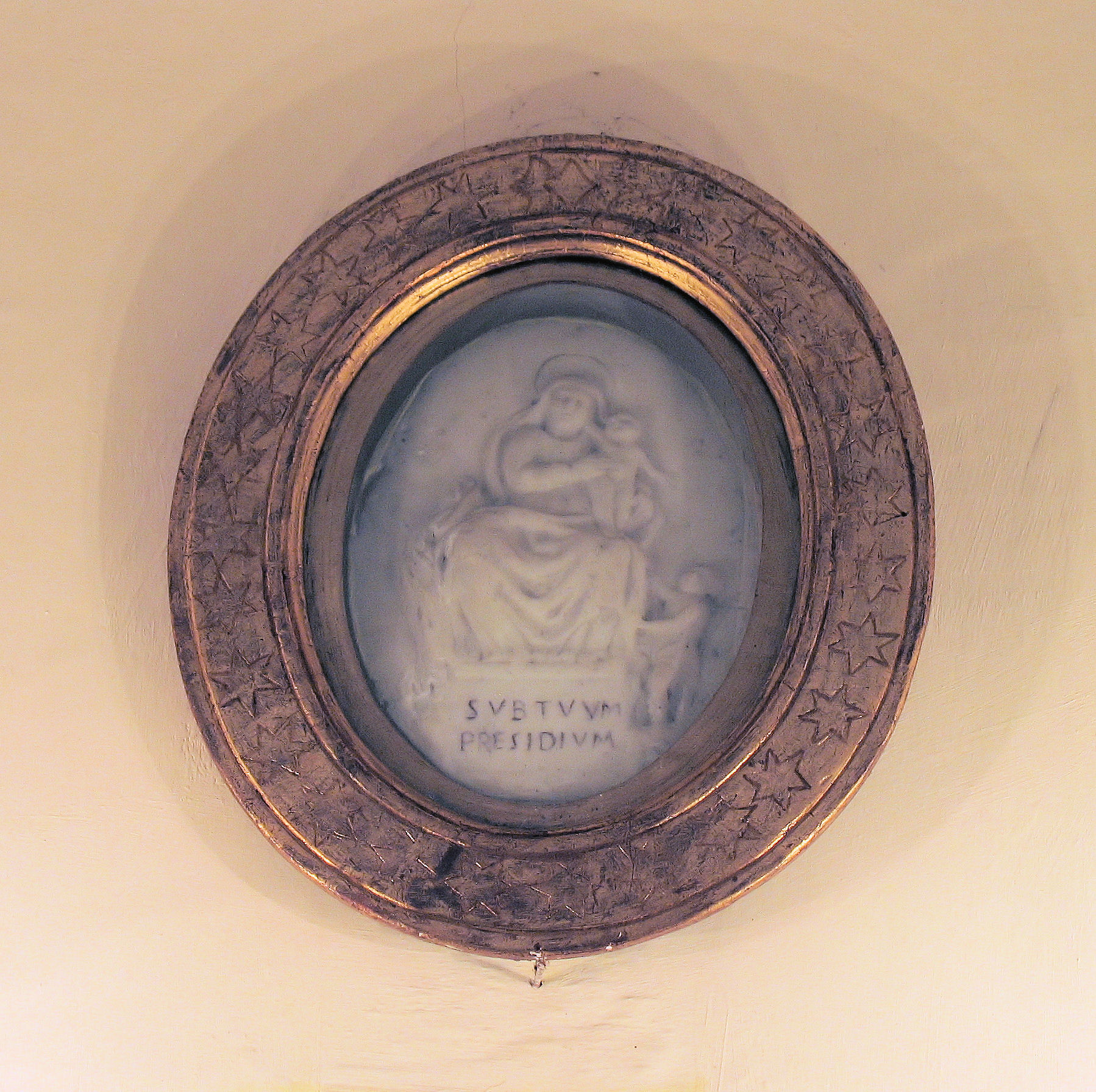
L'effigie in marmo della Madonna dell'Aiuto con bambino e san Giovannino,[4] rinvenuta da Maria Monticelli